# Bassin du Petén

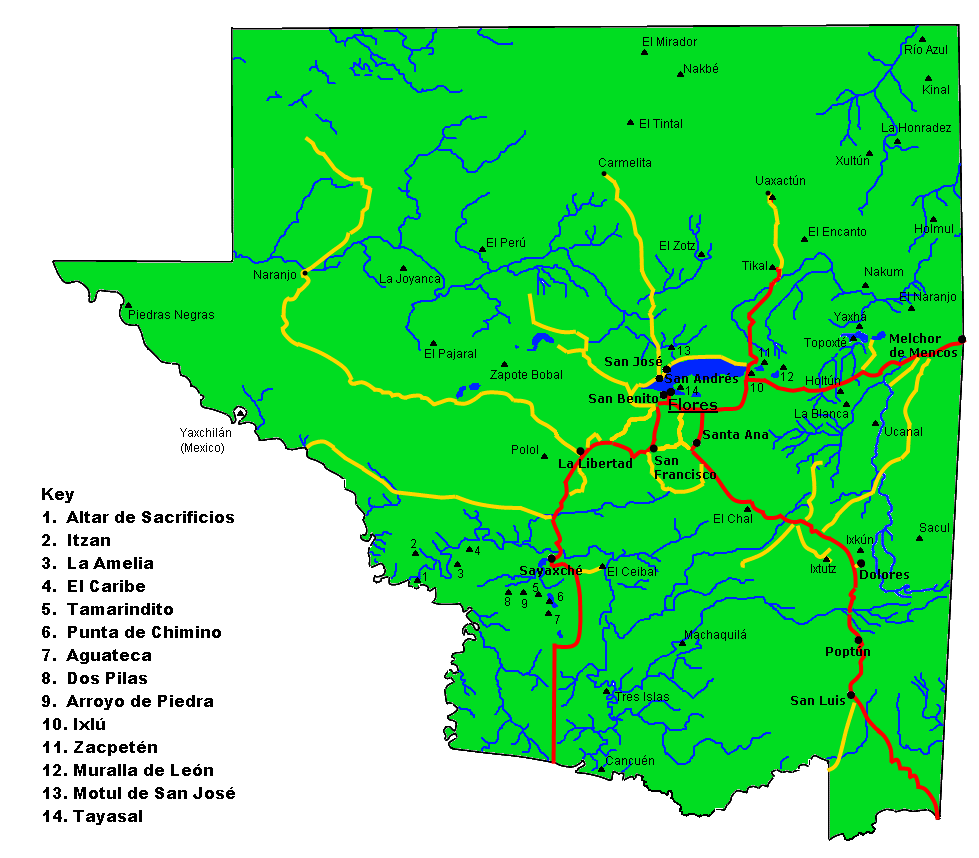
Sites préhispaniques du bassin du Petén.

Le bassin du Petén est une sous-région géographique de la Mésoamérique, située dans la partie nord de l'actuel Guatemala et essentiellement contenue dans le département du Petén.
Pendant la période précolombienne, de grands centres de la civilisation maya y ont prospéré, comme Tikal, avec un style particulier de l'architecture maya.
Les sites archéologiques La Sufricaya et Holmul sont situés dans cette région.